# Floddaymore
Pour les articles homonymes, voir Flodday.
Floddaymore, en écossais Flodaigh Mòr, est une île inhabitée du Royaume-Uni située en Écosse.